# Інтоксикація (фільм)
Інтоксикація (англ. Intoxicating) — американський трилер 2003 року.

## Сюжет
Доріан обдарований кардіохірург, якого чекає успішне майбутнє. Але рятуючи чужі життя, герой губить себе. Вечори він проводить в атмосфері прокурених приміщень барів, засинає в чужих ліжках, краде ліки і обмінює їх на кокаїн. Талановитий доктор знайомиться з Анною. Краще б зупинитися йому і вирватися з виру безумства, але герою не вистачає сил і він втягує в своє трагічне життя молоду дівчину. За крок від останньої межі, Дориан розуміє, що пекло перетворюється на щоденну реальність, і він приймає рішення вступити в боротьбу з самим собою, щоб врятувати самого себе.

## У ролях
| Актор               | Роль                    |
| ------------------- | ----------------------- |
| Кірк Гарріс         | доктор Доріан Шенлі     |
| Джон Севедж         | Вільям Шенлі            |
| Ерік Робертс        | Тедді                   |
| Камілла Овербай Рус | Анна Міхелзевскі        |
| Джоенн Барон        | доктор Ейлін Премінджер |
| Д.В. Браун          | доктор Майкл Туурі      |
| Рон Гілберт         | офіцер Джон Коннор      |
| Аллан Річ           | Майкл Райлі             |
| Лорі Баранєй        | Меган Фостер            |
| Майкл Делмон        | Джеррі                  |
| Крістіна Карсон     | медсестра Емі           |
| Марі Блек           | Кеті                    |
| Арт Чудабала        | доктор Вільям Стенлі    |